# Železniční trať Červenka – Senice na Hané
Železniční trať Červenka – Senice na Hané, v jízdním řádu pro cestující uváděná v tabulce 307, vede z Červenky přes Litovel do Senice na Hané. Jedná se o jednokolejnou neelektrizovanou trať. Provoz byl zahájen v roce 1886.
Trať je kategorizována jako regionální dráha, Ještě v roce 2008 při převzetí funkce provozovatele Správou železniční dopravní cesty byl úsek úsekem celostátní dráhy.

## Uvádění trati v jízdním řádu pro cestující
V tabulce 273 byly do prosince 2008 uváděny vlaky z Červenky do Senice na Hané. Od 14. prosince 2008 byl úsek Senice na Hané – Drahanovice – Prostějov z tabulky 275 připojen k tabulce 273, ale byl v ní na dobu platnosti jízdního řádu 2008/2009 ponechán úsek Senice na Hané – Drahanovice, neboť tam pokračovaly z Olomouce všechny vlaky. Od změny jízdního řádu 2019/2020 byla dosavadní trať Prostějov – Červenka přečíslována na trať 307 a Olomouc – Drahanovice přečíslována na trať 309. Od změny jízdního řádu 2024/2025 je opět v tabulce 307 uváděn pouze úsek Červenka – Senice na Hané a to společně s tratí Litovel předměstí – Mladeč, kde je však pouze sezonní provoz.

## Provoz na trati
V GVD 2024/2025 je provoz zajišťován zhruba v dvouhodinovém taktu motorovými vozy řady 810. V pracovní dny tyto spoje pokračují až do Prostějova. V úseku Červenka – Litovel předměstí je interval zhuštěn na přibližně 60 minut. V sezóně některé spoje končící ve stanici Litovel předměstí pokračují do Mladče. Na trať v okrajových částech dne také zajíždí Stadlery GTW.
Od této změny JŘ došlo v Olomouckém kraji rovněž k linkovému označení železničních spojů. Na trati jsou provozovány tyto linky: 
M41 Červenka – Litovel předměstí – Senice na Hané ( – Prostějov) (interval 120 minut)
M42 Červenka – Litovel předměstí (– Mladeč) (Červenka – Litovel předm. interval 120 minut, do Mladče pouze 2 páry spojů o sezónních víkendech)

## Navazující tratě

### Červenka
- Železniční trať Česká Třebová – Přerov (270)

### Litovel předměstí
- Železniční trať Litovel předměstí – Mladeč (307)

### Senice na Hané
- Železniční trať Olomouc – Senice na Hané – Prostějov (309)

## Stanice a zastávky

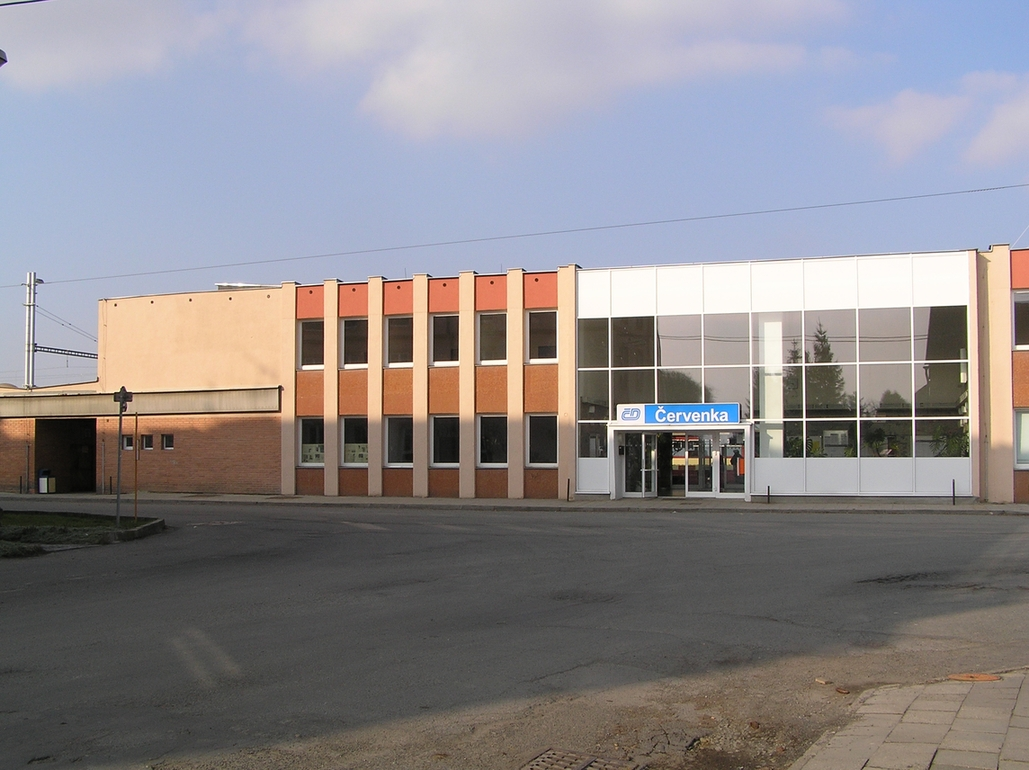
Červenka
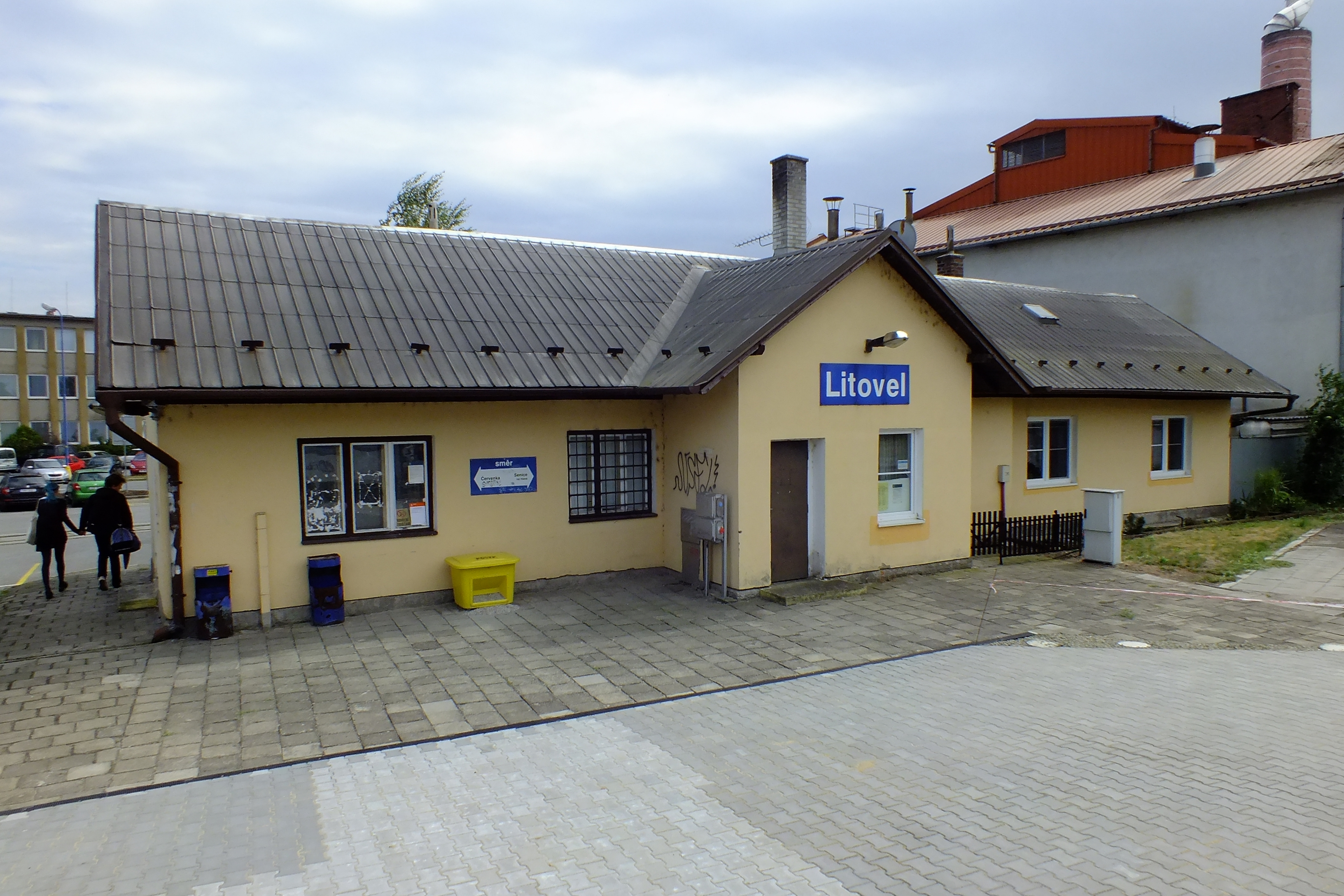
Litovel
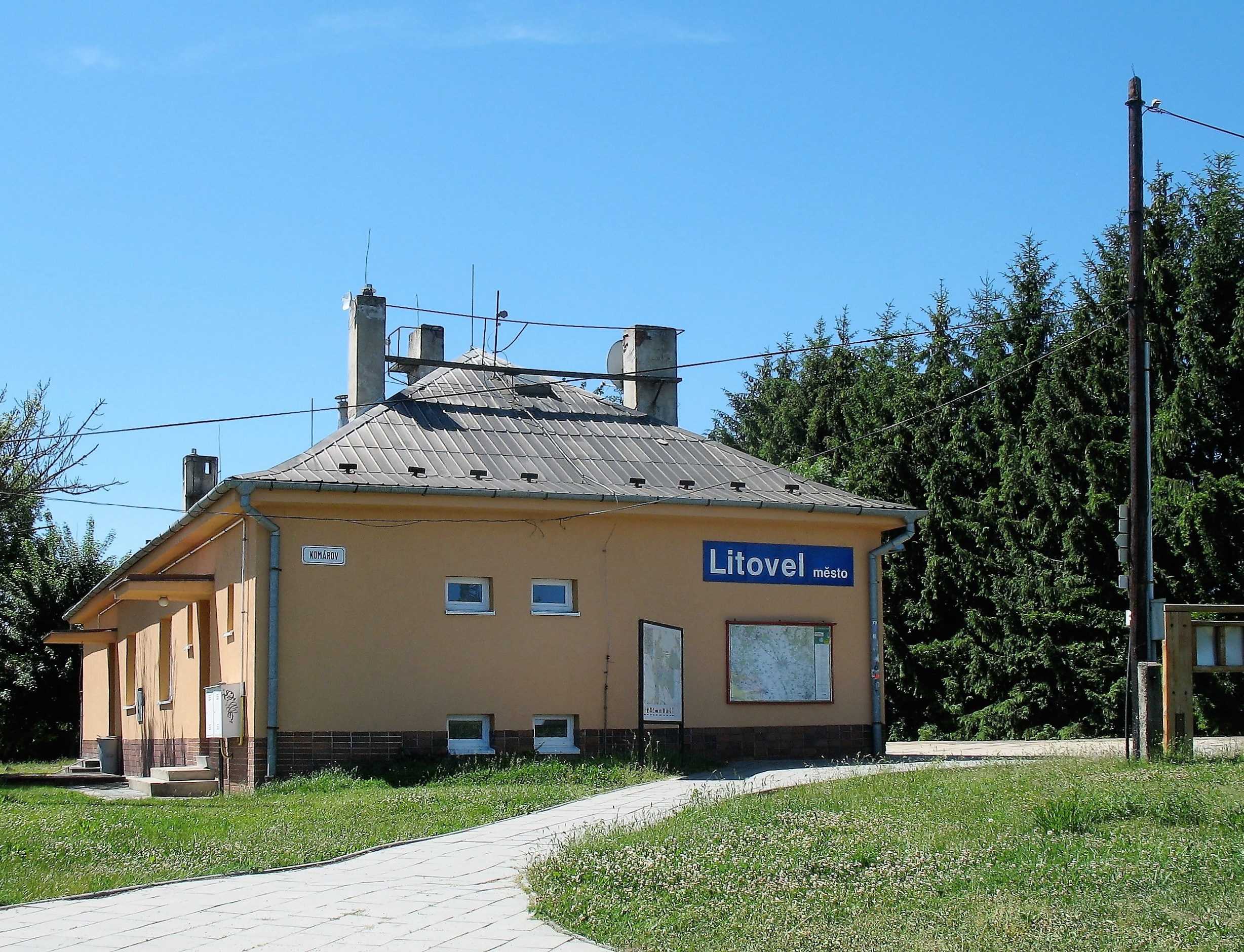
Litovel město
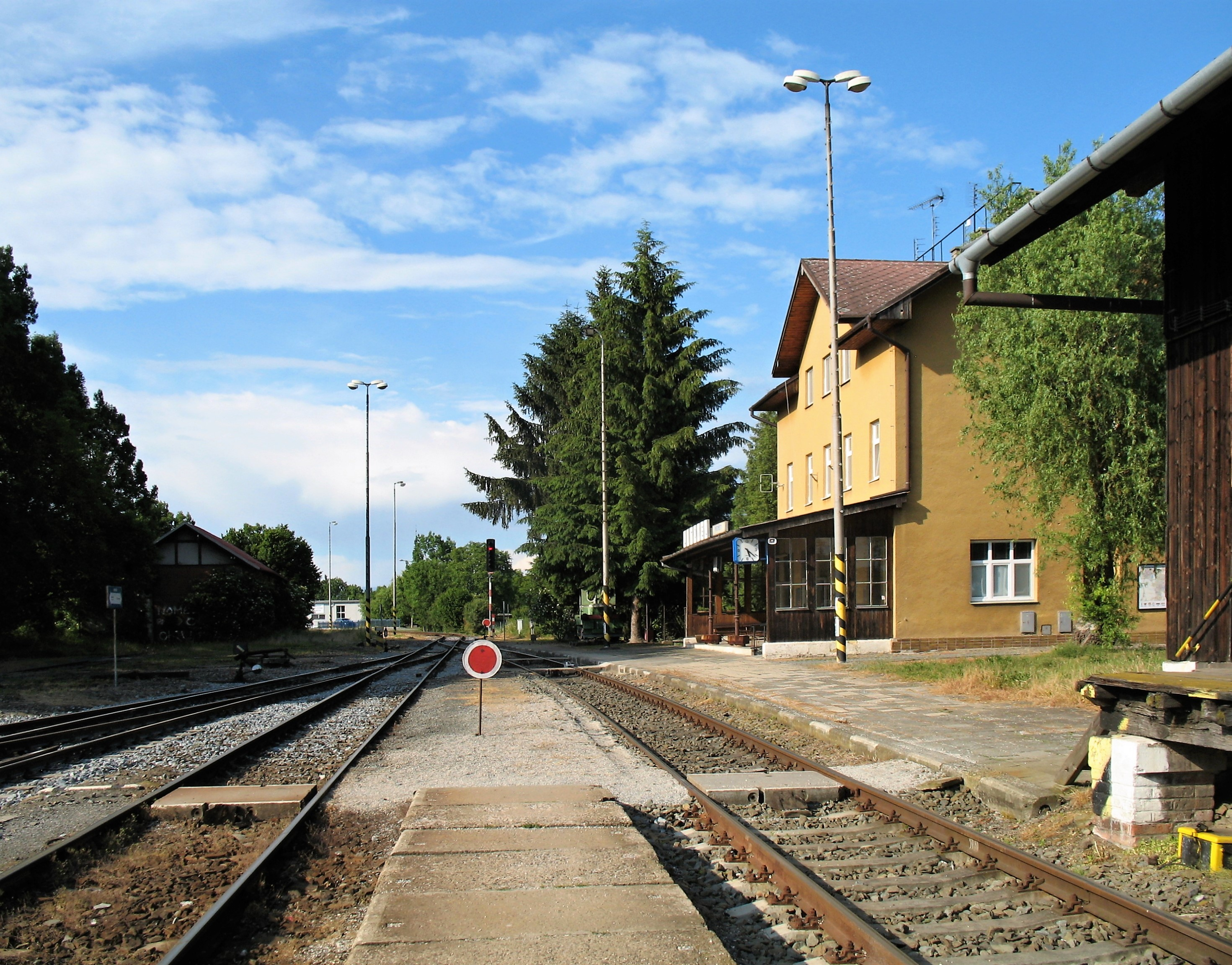
Litovel předměstí
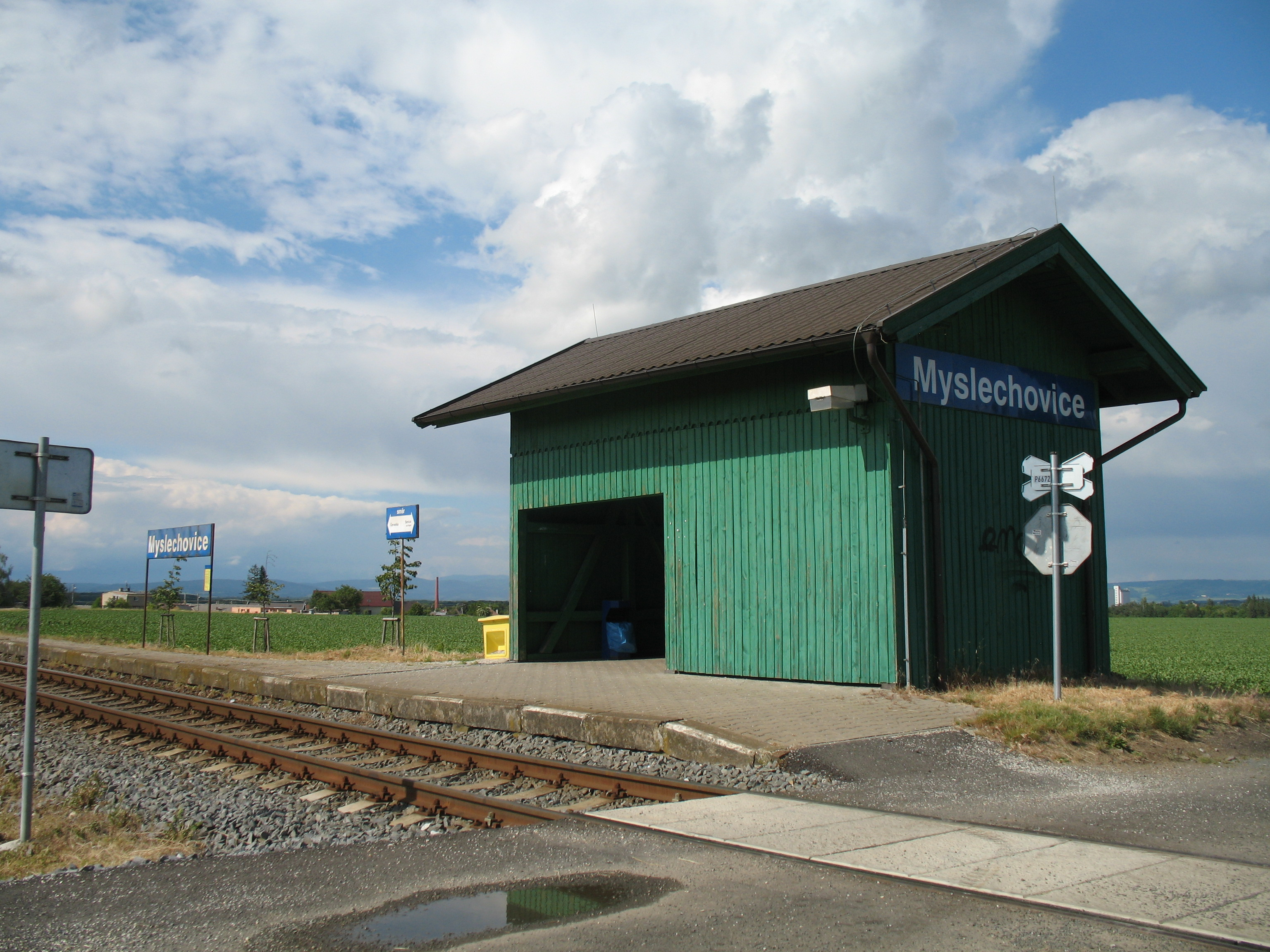
Myslechovice
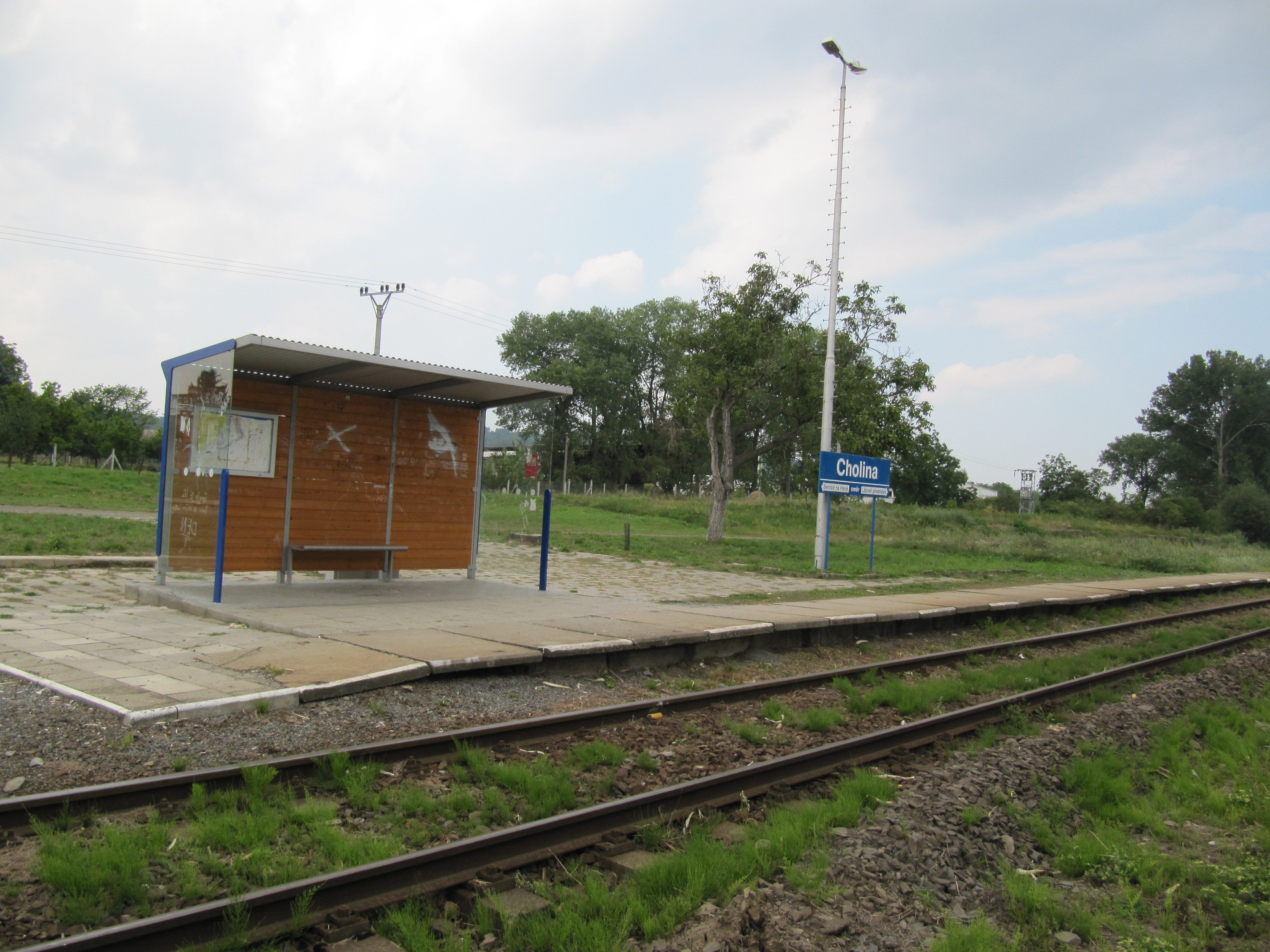
Cholina
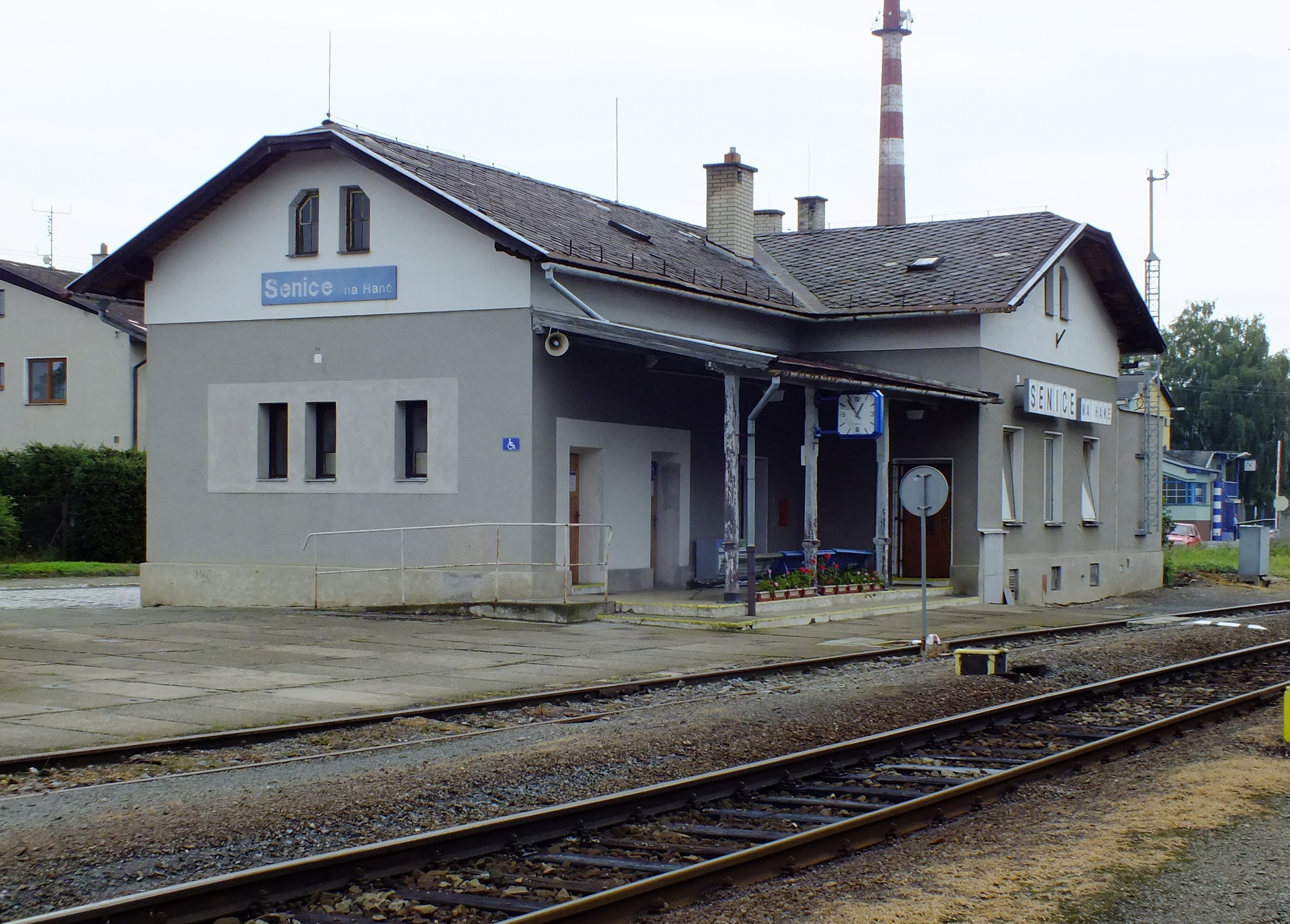
Senice na Hané